# إميل إنجل
إميل إنجل (بالفرنسية: Émile Engel)‏ ولد بتاريخ 05 أبريل 1889 في كولومب، أو دو سين، وتوفي في 14 سبتمبر 1914 في فرنسا، كان دراج فرنسي في صنف سباق الدراجات على الطريق.

## سجل النتائج

### سباقات أو مراحل فاز بها
- طواف فرنسا

## وصلات خارجية
- الموقع الرسمي

## روابط خارجية
- إميل إنجل على موقع أرشيف الدراجات (الإنجليزية)
- إميل إنجل على موقع إحصائيات الدراجات الإحترافية (الإنجليزية)